# Satyrus tripupillata
Satyrus tripupillata är en fjärilsart som beskrevs av Ramon Agenjo Cecilia 1963. Satyrus tripupillata ingår i släktet Satyrus och familjen praktfjärilar. Inga underarter finns listade.